# Griminish Church

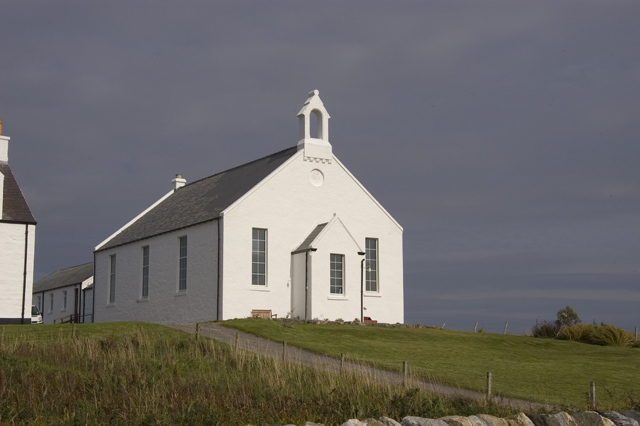
Griminish Church

Die Griminish Church ist eine Pfarrkirche der presbyterianischen Church of Scotland auf der schottischen Hebrideninsel Benbecula. 1985 wurde das Bauwerk in die schottischen Denkmallisten als Ensemble mit dem zugehörigen Pfarrhaus als Denkmal der Kategorie C aufgenommen.

## Geschichte
Das Gebäude wurde 1886 ursprünglich für die Free Church of Scotland errichtet. Für den Entwurf zeichnet der in Glasgow ansässige schottische Architekt Thomas Binnie verantwortlich, der auch die Berneray Parish Church und die Carinish Parish Church auf Berneray beziehungsweise North Uist entwarf.

## Beschreibung
Die Griminish Church steht abseits der A865 an der Verbindungsstraße zur B892 durch den Weiler Griminish. Das Gebäude steht auf einer kleinen Kuppe oberhalb der Straße. Sein Mauerwerk ist aus Feldstein aufgemauert. Sämtliche Fassaden sind mit Kalk geweißt, der Südgiebel ist außerdem mit Harl verputzt. Sowohl die Hauptfassade als auch die Seitenfassaden der länglichen Saalkirche sind drei Achsen weit. Das Portal ist in einem kleinen Vorbau am Südgiebel vorgelagert. In die Fassaden sind schlichte, längliche Sprossenfenster eingelassen. Das abschließende Satteldach ist schiefergedeckt. Auf dem Südgiebel sitzt ein auf Konsolen gelagerter, offener Dachreiter. An der Nordseite schließt sich die Sakristei und daran eine moderne Gemeindehalle an.
Das Pfarrhaus liegt westlich neben der Kirche. Es handelt sich um ein eingeschossiges Gebäude mit Mansardgeschoss. Seine südexponierte Hauptfassade ist drei Achsen weit. Mittig tritt ein kleiner Vorbau heraus. Von der Rückseite geht ein flacher Trakt ab. Das Satteldach ist mit Lukarnen und giebelständigen Kaminen ausgeführt.